# John F. Fitzgerald
John Francis "Honey Fitz" Fitzgerald (Boston, Massachusetts, 11 de febrero de 1863 - 2 de octubre de 1950) fue un político y abuelo materno del presidente de los Estados Unidos John Fitzgerald Kennedy.

## Biografía
Fitzgerald nació en Boston, Massachusetts, hijo de inmigrantes irlandeses, Rosanna Cox y Thomas Fitzgerald. Era el cuarto de doce hijos; de sus hermanos, ambas hermanas fallecieron en la infancia, al igual que su hermano mayor; tres fueron totalmente destrozados por culpa del alcoholismo, además de dos hermanos (Michael y Edward) que tuvieron también serios problemas con la bebida; Joseph, el noveno hermano, sufrió graves daños cerebrales por culpa de la malaria, dejándolo minusválido. De esta manera solamente tres sobrevivían con buena salud después de que la madre de John muriera cuando este tenía 16 años.
Su padre deseaba que John fuera médico para que pudiera ayudar en la prevención de futuras tragedias como las que habían destrozado a la familia Fitzgerald. Por consiguiente, después de haber cursado estudios en el "Boston Latin School", se matriculó en la Facultad de Medicina de Harvard durante un año, pero se retiró tras la muerte de su padre en 1885. Años después Fitzgerald se convirtió en empleado de la Casa de Aduanas de Boston, y fue un miembro activo del Partido Demócrata.
El 18 de septiembre de 1889, John Fitzgerald contrajo matrimonio con una prima segunda suya, Mary Josephine Hannon.
Menos de un año después nacería la primera de sus seis hijos, Rose Elizabeth Fitzgerald, madre del que sería presidente de los Estados Unidos John F. Kennedy.

## Carrera política
En 1891 fue elegido concejal del Ayuntamiento de Boston. En 1892 logró ser miembro del Senado de Massachusetts, y en 1894 fue elegido para el Congreso por el 9.º Distrito, prestando sus servicios desde 1895 hasta 1901. En 1906 Fitzgerald fue elegido Alcalde de Boston, siendo el primer católico irlandés y americano de nacimiento, en ser elegido para ese puesto. John Fitzgerald fue alcalde de Boston entre 1906 y 1908, luego fue derrotado en las elecciones para la reelección, pero regresó a la alcaldía desde 1910 hasta 1914.
Durante años fue la figura política más destacada en la ciudad de Boston, mientras que Patrick J. Kennedy era poco más que un personaje secundario del Partido Demócrata. Patrick J. Kennedy fue oponente de Fitzgerald en su primera carrera hacia la alcaldía, pero posteriormente se convirtieron en aliados. En 1914, las dos poderosas familias políticas (Kennedy y Fitzgerald) fueron unidas cuando el hijo de Patrick Kennedy, Joe, se casó con la hija de Fitzgerald, Rose.
Desde el 4 de marzo al 23 de octubre de 1919, John volvió al Congreso, esta vez por el 10.º Distrito, hasta que Peter F. Tague ganó exitosamente las elecciones. Fitzgerald fue candidato sin éxito en las elecciones al Senado en 1916, y para Gobernador en 1922.